# دولة صناعية جديدة

خريطة العالم موضح عليها الدول المصنعة الجديدة

الدول الصناعية (أو المصنعة) الجديدة (Newly industrialized country) لعام 2007. ضمت القائمة عشر دول شهدت ثورة صناعية حديثا وهي: (جنوب أفريقيا والمكسيك والبرازيل والهند والصين وإندونيسيا وماليزيا والفلبين وتايلند وتركيا). وهو تصنيف يستخدم للدلالة على الدول النامية التي دخلت حقبة التصنيع حديثاً متجاوزة في المؤشرات الكلية لاقتصادها اقتصاديات أقرانها من الدول النامية الأخرى ولكنها لم تصل بعد إلى مرتبة الدول المتقدمة صناعياً أو ما يعرف بالعالم الأول.
من ميزات تلك الدول أيضاً تمتعها عادةً بمعدلات نمو اقتصادي عالية خصوصاً في قطاع التصدير. كما أنه من الشائع في تلك الدول ظهور الهجرات الداخلية من الريف إلى المدن حيث تتركز فرص العمل في القطاع الصناعي المتنامي.

## الدول الصناعية الجديدة
كان مصطلح الدول الصناعية الجديدة يستخدم بادئ الأمر للإشارة إلى دول نمور آسيا (تايوان، سنغافورة، هونغ كونغ وكوريا الجنوبية)، ولكن مع التطور الكبير الذي قطعته اقتصاديات تلك الدول منذ الستينات بات معظم المتخصصين يعتبرون تلك الدول من بين الدول المتقدمة في حين دخلت دول جديدة إلى قائمة الدول الصناعية الجديدة وهي:
| القارة          | الدولة       | الناتج القومي الإجمالي (بالقوة الشرائية مقدراً بالمليون دولار) | الناتج القومي الإجمالي للفرد (USD) | معامل جيني للتساوي في الدخل | مؤشر التنمية البشرية (2004)HDI |
| --------------- | ------------ | ------------------------------------------------------------- | ---------------------------------- | --------------------------- | ------------------------------ |
| أفريقيا         | جنوب أفريقيا | 587,500                                                       | 13,300                             | 57.8                        | 0.653 (متوسط)                  |
| أمريكا الشمالية | المكسيك      | 1,108,281                                                     | 11,249                             | 47.3                        | 0.821 (مرتفع)                  |
| أمريكا الجنوبية | البرازيل     | 1,566,253                                                     | 9,108                              | 54                          | 0.807 (مرتفع)                  |
| آسيا            | الصين        | 8,814,860                                                     | 7,598                              | 44.7                        | 0.768 (متوسط)                  |
| آسيا            | الهند        | 3,779,044                                                     | 3,737                              | 32.5                        | 0.611 (متوسط)                  |
| آسيا            | ماليزيا      | 313,800                                                       | 12,900                             | 49.2                        | 0.805 (مرتفع)                  |
| آسيا            | الفلبين      | 508,546                                                       | 5,714                              | 46.1                        | 0.763 (متوسط)                  |
| آسيا            | تايلند       | 557,378                                                       | 9,084                              | 42                          | 0.784 (متوسط)                  |
| أوروبا          | تركيا        | 605,876                                                       | 9,108                              | 43.6                        | 0.757 (متوسط)                  |

ملاحظات:
1. أرقام الناتج القومي الإجمالي للدول (تعود للعام 2005) ومتوسطاتها للأفراد (تعود للعام 2006) في الجدول السابق هي جميعها بحسب القوة الشرائية وليست بحسب القيمة الاسمية. وهذه الأرقام من صندوق النقد الدولي.
2. معامل جيني لعدم التساوي في الدخل هو من مسوحات الأمم المتحدة لعام 2006. وكلما كانت قيمة هذا المعامل أعلى كلما كانت فوارق الدخل أكبر.

- العالم الأول
- العالم الثاني
- العالم الثالث
- العالم الرابع